# Кул Вали (Мисури)
Кул Вали (енгл. Cool Valley) град је у америчкој савезној држави Мисури.

## Демографија
По попису из 2010. године број становника је 1.196, што је 115 (10,6%) становника више него 2000. године.
| Група             | 2000.       | 2010.         |
| Белци             | 233 (21,6%) | 140 (11,7%)   |
| Афроамериканци    | 823 (76,1%) | 1.011 (84,5%) |
| Азијати           | 1 (0,1%)    | 5 (0,4%)      |
| Хиспаноамериканци | 4 (0,4%)    | 3 (0,3%)      |
| Укупно            | 1.081       | 1.196         |